# تاريخ الدروز في الجولان
يعود تاريخ الدروز في منطقة الجولان إلى عهد الأمير فخر الدين المعني الثاني(1590-1635م) وكان هذا الأمير يسعى إلى الانفصال عن الدولة العثمانية وتأسيس دولة مذهبية، حيث طلب من علي جان بولاد (وهو مؤسس عائلة جنبلاط) الرحيل من جوانب حلب إلى الكرمل والجولان وتوطين الدروز هناك، كان يسعى فخر الدين إلى ذلك ليضمن توسيع نفوذه وتقوية دولته الخارجة عن السلطنة.
وكانت منطقة الجولان بعيدة عن نفوذ السلطة العثمانية، حيث كانت تسكنها قبائل من البدو الرحل (قبائل عنزة القادمة من شبه الجزيرة العربية)، وقبائل آسيوية نزحت منذ فترة كالشراكس والداغستان والتركمان وكان الاقتتال والنزاعات سمة هذه العشائر بشكل دائ، وهناك قرويين يعيشون في الأرياف مثل جباتا الزيت وبانياس وجباتا الخشب والقنيطرة. وإلى جانب هذه العناصر هناك عصابات تسطو على القوافل التجارية وتشن حملات لصوصية على الأهالي وتنهب كما تشاء، ولم يسلم أهل المنطقة من أذاها وكان يقود هذه العصابات رجل أفريقي أسود.
أثناء ذلك جاء الدروز إلى الجولان وفي بداية الأمر سكنوا في خربة الحواريت، ولكنهم حوصروا وحبسوا هناك طيلة أيام الشتاء بسبب شدة مياه سعار وذوبان ثلوج جبل الشيخ، وكانت أهالي جباتا الزيت يسيطرون على الأراضي الموجودة هناك، فشكى الدروز بؤسهم ووضعهم وطلبوا المساعدة من أهل جباتا الزيت، فوافقوا ومنحوهم أرضاً تدعى «خربة المجدل» بشرط أن يقتلوا زعيم عصابة السطو وقطاع الطرق الذي روع أمن الناس وأذاقهم الويلات، قبل الدروز بشرط أهالي جباتا، وتمكن ثلاثة شبان من الدروز بنصب كمين وقتلوا الأفريقي رئيس العصابة وقتلوا معه درزي بالخطأ بمكان يدعى عين العبد نسبة إلى العبد المقتول، بعد التخلص من العبد استوطن الدروز (خربة المجدل) وهي مجدل شمس وتسمى كذلك نسبة إلى ابنة ملك فينيقي جيرام. ثم استولى الدروز على «مرج اليعفوري» و«سهل سعار» بعدما قويت شوكتهم وأزداد استيطانهم في المنطقة، وبعد فترة وجيزة استولى الدروز على منطقة حضر شرقي المجدل واستوطنوا فيها.
وفي عام 1878 نشب نزاع بين عائلات الدروز في المجدل فنزحت بعض العوائل إلى «خربة بقعاتا» واستوطنوا فيها. أما مسعدة فلم تكن سوى مزرعة للمجدل فاستوطنت بعض العائلات الفقيرة هناك وكذلك منطقة عين قنيا منذ فترة ليست بعيدة سكنها عوائل درزية متنوعة قدمت من المجدل والجليل.

## الثورة السورية الكبرى
في سنة 1905 اشتعلت الثورة السورية الكبرى بكل أنحاء سورية ضد فرنسا، وكان مركز الثورة في جبل العرب أو جبل الدروز في سوريا بقيادة سلطان الأطرش وفي الغوطة غوطة دمشق بقيادة محمد الأشمر ثم امتدت إلى الجولان في مجدل شمس وبقعاتا ومسعدة وحضر. وصل زيد الأطرش إلى مجدل شمس في 1925 على رأس قوة كبيرة من دروز الجبل (جبل العرب/السويداء).
في 2 آذار عام 1925 شنت القوات الفرنسية هجوماً بقيادة الكولونيل كليمان غرانكور وتصدت لها قوى من ثوار المجدل والقرى المحيطة وتمكنوا من إفشال الهجوم وهزيمة الفرنسيين وتكبيدهم خسائر فادحة.
في 30 آذار عام 1925 اشتبك الثوار مع قطع من جيش الشرق الفرنسي قرب خان أرنبه وتمكنوا من قتل /9/ جنود وجرح / 18 / آخرين وذلك باعتراف الفرنسيين -وفي 1 نيسان 1925 سير الفرنسيون عدة الوية من جيش الغرب وجيش الشرق الفرنسي بقيادة الكولونيل كليمان غرا نكور وقاموا بالزحف وتطويق القرى التي يتواجد بها الثوار ومركز قاعدتهم في مجدل شمس، تصدت لهم مجموعات المجاهدين بقيادة مختار المجدل أسعد كنج والمجاهد زيد الاطرش وخاضت معهم معركة كبيرة واستبسل الثوار في الذود دفاعا عن الوطن ودامت المعارك متواصلة ثلاثة أيام خسر بها الفرنسيين عشرات القتلى والجرحى ولم يعترف الفرنسيون إلا بـ (18 قتيلاً و45 جريحاً) واستشهد من جانب المجاهدين عدد من الثوار الأبطال في مقدمتهم القائد الوطني فؤاد سليم ودفن في قرية مجدل شمس. ولان الثوار قد نفدت ذخيرتهم وكانت هناك صعوبة في تعويضها وبسبب التفوق في العدد والعتاد بين الطرفين مما أدى إلى انسحاب قوة الثوار مع أبناء القرى من ساحة المعركة ليلا والتوجه إلى جبل العرب لمتابعة الثورة من هناك

## قتال الدروز ضد إسرائيل
كتب الصحافي الإسرائيلي يسرائيل هرئيل: «في حرب التحرير قاتل الدروز ضد إسرائيل. المعارك معهم في تلة يوحنان مثلا كانت من أشد وأقسى المعارك. ولكن كانت التجمعات السكانية الدرزية هادئة.»

## الأماكن المقدسة في هضبة الجولان
تمكن الدروز من خلال روايات وقصص مختلقة أن يكتشفوا بعض الأماكن المقدسة في هضبة الجولان:
أ‌- مقام الخضر بمنطقة بانياس
ب‌- مقام السلطان إبراهيم البلخي (وهو مدفون بجبلة)
ت‌- مقام الخضر في بقعاتا
ث‌-اكتشفوا حجراً في أحد بيوت بقعاتا سموه دعسة الخضر
ج‌- مقام اليعفوري في سهل المرج
ح‌- مقام إيليا في منطقة الحواريت بجبل الشيخ
خ‌- مقام الحزوري في جباتا الزيت
د‌- مقام الست شعوانة في عين قنيا
ذ‌- قبة الست سارة في بانياس
ر‌- مقام يهوذا بين بانياس وسهل الحولة

## تاريخ الدروز في سوريا ولبنان
يقول الأمير شكيب أرسلان:
"أن آل معروف عرب أقحاح أجدادهم في الغالب من عرب اليمن نزحوا إلى بلاد حلب " في سوريا ويتابع الأمير شكيب قوله " آل معروف خرجوا من الشيعة ومن الشيعة السبعية، أي القائلين بالأئمة السبعة وهم الذين خرج منهم الشيعة الأسماعيلية الذين هم الآن في الهند فريقان: الخوجة جماعة أغاخان المشهورة، والبهرة وهم جماعة السلطان سيف الدين، ومن الفريق الأول إسماعيلية سورية أهل القدموس وسلمية، ومن الفريق الثاني إسماعيلية اليمن أهل حراز وأهل نجران.
فالدروز كانوا من جملة الشيعة وكانت الشيعة منتشرة في جبل لبنان وجبل عامل وهما واحد. فلما جاء الفاطميون في أواخر القرن الرابع للهجرة من تونس إلى مصر وتأسست الدولة الفاطمية وقامت بدعوة الشيعة وحاولت نشرها في مصر والشام وغيرهما وأضافت إليها بعض عقائد الباطنية التي جاء بها إلى مصر بعض المنتسبين إلى هذه الفرقة في العجم وذلك لأجل مقاومة بني العباس الذين كانوا في بغداد يمثلون في الأغلب دولة السنة والجماعة.
انقسم الشيعة الذين كانوا في لبنان وعامل إلى قسمين أحدهما بني على التشيع الأصلي دون أن يزيد عليه شيئاً وقيل لهم «متاولة» وهي مشتقة من «متولية» أي أنهم تولوا آل البيت صلوات الله عليهم، وقيل بل مشتقة من جملة «مت ولياً لعلي» وكله واحد، وهذا القسم غلب على جبل عامل وما جاوره من جزين وعلى بلاد بعلبك وما جاوره الغرب من كسروان.
والقسم الثاني قد قبل الدعوة الإسماعيلية الفاطمية وما معها من العقائد الباطنة الآتية من العجم وهؤلاء هم أجداد الدروز، وإنما سموا الدروز نسبة إلى نشتكين الدرزي العجمي أحد دعاة الحاكم بأمر الله الخليفة الفاطمي، وهم يكرهون هذا الاسم لكنه غلب عليهم بالرغم منهم والحق أن نحلتهم إسماعيلية فاطمية. وقد بقي بين قرى الدروز قرى شيعية كثيرة لكن أختلاف المذهب حمل أبناء الشيعة الأصليين على الألتحاق بالقرى التي فيها جمهرتهم «انتهى»

## العلم الدرزي

علم الدروز

«الحدود» في عقيدة التوحيد خمسة من كبار زعماء الدروز الذين كان لهم الدور الأول والأساس في إرساء دعائمها ونشرها:
1. الأخضر: لقب لحمزة بن علي بن أحمد الزوزني.
2. الأحمر: لقب لأبي إبراهيم بن محمد بن حامد التميمي.
3. الأصفر: لقب لأبي عبد الله محمد بن وهب القرشي.
4. الأزرق: لقب لأبي خير سلامة بن عبد الوهاب السامري.
5. الأبيض: لقب لبهاء الدين أبو الحسن علي بن أحمد السموقي المشهور «بالضيف».

وكان هذا الرمز المذكور رايةً لدولة جبل الدروز التي عاشت عدة سنوات حتى عادت إلى الدولة السورية الأم.